# Фрідріх IV (герцог Лотарингії)
Фрідріх (Феррі) IV Борець (нім. Friedrich IV., фр. Ferry IV le lutteur; 15 квітня 1282 — 21 квітня 1329) — герцог Лотарингії в 1312—1329 роках. Також розглядають його як Фрідріха VII, рахуючи від перших герцогів Верхньої Лотарингії.

## Життєпис
Походив з Лотаринзького дому. Старший син Теобальда II, герцога Лотарингії, та Ізабелли де Рюмін'ї. Народився 1282 року в Гондревілі. У 1304 році оженився з представницею династії Габсбургів.
1312 року після смерті батька став новим правителем Лотарингії. У жовтні 1314 року на виборах короля Німеччини в Франкфурті-на-Майні підтримав кандидатуру Фрідріха Габсбурга, брата своєї дружини. Брав участь у боротьбі з іншим претендентом на трон — Людвигом Віттельсбахом, герцогом Баварії. У 1322 році герцог Лотарингії брав участь у битві під Мюльдорфом, де Габсбург та його союзники зазнали поразки. Фрідріх IV Лотаринзький потрапив у полон. Незабаром за посередництва французького короля Карла IV був звільнений в обмін на обіцянку більше не втручатися в імперські справи.
У 1324 році під орудою Карла Валуа брав участь в поході на Гієнь, яка знаходилася у володінні англійського короля. У 1324—1326 роках разом з Яном I Люксембургом, королем Богемії, Бодуеном Люксембургом, архієпископом Тріра, Едуардом I де Монбельяр, графом Бара, був учасником «Війни чотирьох сеньйорів» (інша назва Мецька війна) проти міста Мец. Під тиском папи римського Івана XXII разом із союзниками замирився з магістратом Меца. Натомість городяни зобов'язалися не облаштовувати ринки у володіннях цих правителів.
Після смерті Карла IV у 1328 році став близьким союзником нового короля Філіппа VI Валуа. Того ж року відзначився у битві при Касселі (неподалік Дюнкерку), де фламандцям було завдало відчутної поразки.
Помер Фрідріх IV у 1329 році в Парижі. Йому спадкував єдиний син Рудольф.

## Родина
Дружина — Елизавета, донька Альбрехта I Габсбурга, короля Німеччини.
Діти:
- Рудольф (1320—1346), герцог Лотарингії
- Маргарита, дружина: 1) Жан де Шалон, сеньйор д'Оберів; 2) граф Конрад II фон Фрібург; 3) Ульріх фон Раппольтштайн
- 4 дитини померли немовлям